# Hotel Maritsa
El Hotel Maritsa (en búlgaro: Хотел Марица) es un hotel de cuatro estrellas de Bulgaria, situado en la localidad de Plovdiv. 
Está situado en la orilla norte del río Maritsa, frente a la feria internacional de Plovdiv a lo largo del bulevar Zar Boris III, en la zona norte de la ciudad. 
El hotel dispone de 47 habitaciones individuales, 87 habitaciones dobles y 18 apartamentos.